# Diecezja Kangding
Diecezja Kangding (łac. Dioecesis Camtimensis, chiń. 天主教康定教区) – rzymskokatolicka diecezja ze stolicą w Kangdingu, w Syczuanie, w Chińskiej Republice Ludowej. Diecezja jest sufraganią archidiecezji Chongqing.

## Historia
27 marca 1846 na mocy decyzji Grzegorza XVI erygowano wikariat apostolski Lhasy. Wcześniej te tereny należały do wikariatu apostolskiego Tybetu-Hindustanu (obecnie archidiecezja Agra) oraz wikariatu apostolskiego Syczuanu (obecnie diecezja Chengdu).
Początkowo próbowano ewangelizować Tybet z dwóch kierunków. Od strony Indii działali prefekci Julien Rabin, Nicolas-Michel Krick i wikariusz Ignazio Persico. Natomiast od strony Chin prefekt Charles-René Renou. Od czasów wikariusza Jacquesa-Léona Thomine-Desmazuresa siedziba ordynariuszy znajduje się chińskim Syczuanie.
28 lipca 1868 zmieniono nazwę na wikariat apostolski Tybetu, a 3 grudnia 1924 na wikariat apostolski Dajianlu (ówczesna nazwa Kangdingu).
15 lutego 1929 z wikariatu apostolskiego Dajianlu wyłączono tereny znajdujące się w Indiach Brytyjskich oraz w brytyjskich protektoratach Sikkimie i Bhutanie. Terytoria te weszły w skład powstałej w tym dniu misji „sui iuris” Sikkim (obecnie diecezja Dardżyling).
11 kwietnia 1946 wikariat apostolski Dajianlu podniesiono do godności diecezji i zmieniono nazwę na obecną.
Z 1950 pochodzą ostatnie pełne, oficjalne kościelne statystyki. Diecezja Kangding liczyła wtedy:
- 5870 wiernych (0,1% społeczeństwa)
- 16 księży (6 diecezjalnych i 10 zakonnych)
- 30 sióstr zakonnych
- 38 parafie.

Był to wówczas teren misyjny. Utrudnieniem była rozległość terytorialna diecezji i mała liczba księży (na jednego kapłana przypadały ponad dwie parafię).
Od zajęcia przez chińskich komunistów Tybetu na przełomie 1950 i 1951 diecezja, podobnie jak cały prześladowany Kościół katolicki w Chinach, nie może normalnie działać. Nowe władze wygnały z kraju misjonarzy na czele biskupem Pierre’em Sylvainem Valentinem MEP. Reżim komunistyczny nie był zainteresowany potrzymaniem diecezji toteż Patriotyczne Stowarzyszenie Katolików Chińskich nie mianowało nigdy swojego biskupa w Kangdingu. W listopadzie 1989 podziemnym biskupem został John Baptist Wang Ruohan. W grudniu 1989 został on aresztowany, a po zwolnieniu objęty był surowymi restrykcjami dotyczącymi przemieszczania się. Najprawdopodobniej po aresztowaniu nigdy już faktycznie nie pełnił funkcji biskupa Kangdingu.

## Biskupi

### Wikariusze apostolscy Lhasy
- Julien Rabin MEP (1849 - 1852) prefekt
- Nicolas-Michel Krick MEP (7 listopada 1852 - 1 września 1854) prefekt
- Charles-René Renou MEP (21 marca 1853 - 18 października 1863) prefekt
- Ignazio Persico OFMCap[a] (19 grudnia 1856 - 1860) Zrezygnował. 10 lat później mianowany biskupem Savannah w Stanach Zjednoczonych. Pod koniec życia kardynał oraz prefekt Kongregacji Odpustów i Relikwii Świętych.
- Jacques-Léon Thomine-Desmazures MEP (17 lutego 1857 - 28 sierpnia 1864)
- Joseph-Marie Chauveau MEP (9 września 1864 - 28 lipca 1868)

### Wikariusze apostolscy Tybetu
- Joseph Marie Chauveau MEP (28 lipca 1868 - 21 grudnia 1877)
- Félix Biet MEP (27 sierpnia 1878 - 9 września 1901)
- Pierre-Philippe Giraudeau MEP (9 września 1901 - 3 grudnia 1924)

### Wikariusze apostolscy Dajianlu
- Pierre-Philippe Giraudeau MEP (3 grudnia 1924 - 9 sierpnia 1936)
- Pierre-Sylvain Valentin MEP (6 sierpnia 1936 - 11 kwietnia 1946)

### Biskupi Kangdingu
- Pierre-Sylvain Valentin MEP (11 kwietnia 1946 - 7 stycznia 1962) od czasu aresztowania w 1951 nie miał realnej władzy w diecezji
- sede vacante (być może urząd sprawował biskup(i) Kościoła podziemnego)
- John Baptist Wang Ruohan (listopad 1989 - nadal) od czasu aresztowania w grudniu 1989 najprawdopodobniej faktycznie nie pełni funkcji biskupa